# Genki Horiguchi
Hiromasa Horiguchi (堀口博正, Horiguchi Hiromasa), né le 15 septembre 1978 à Kumamoto, est un catcheur japonais qui travaille à la Dragon Gate sous le nom de Genki Horiguchi H.A.Gee.Mee!!.

## Carrière

### Dragon Gate

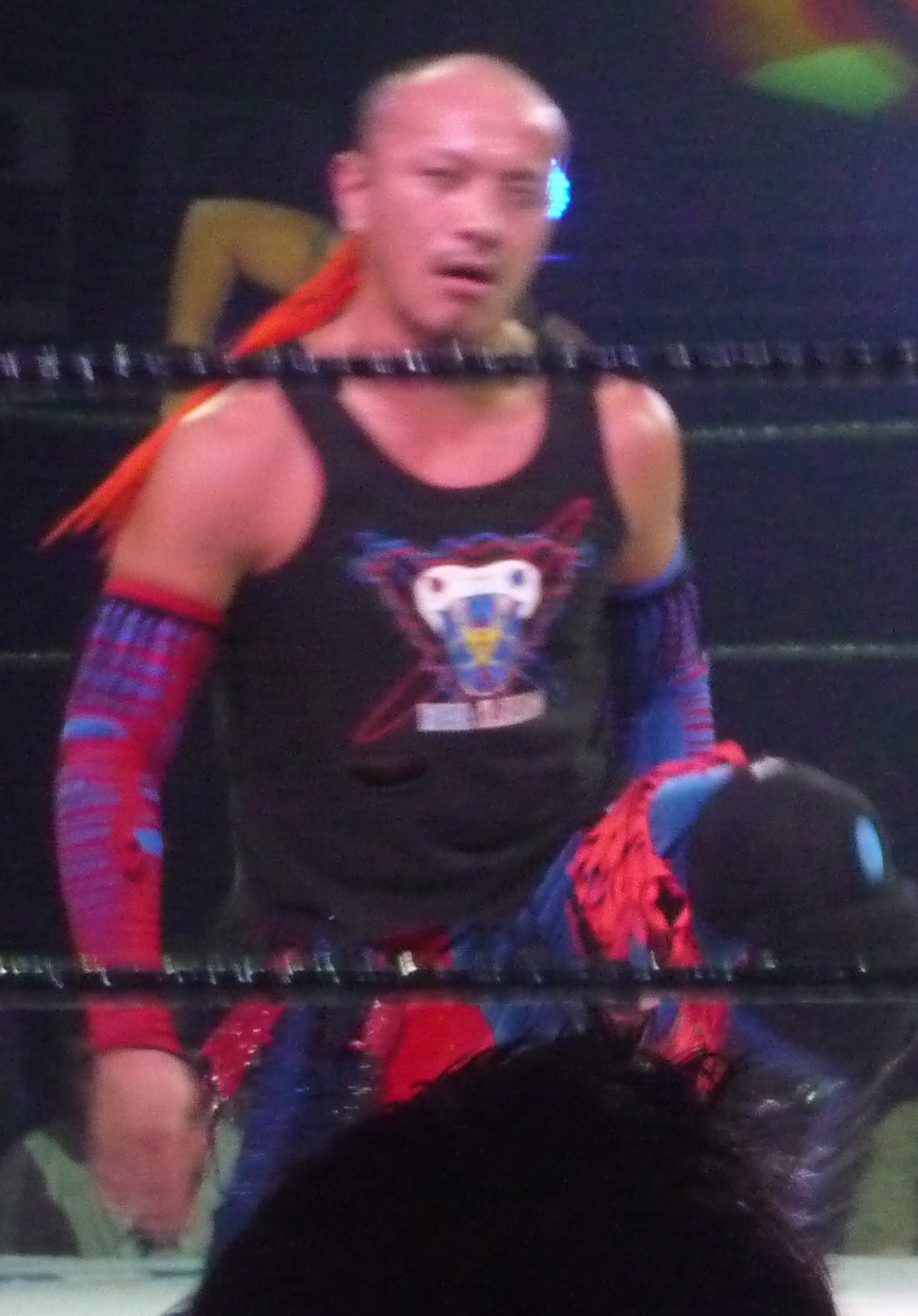
Horiguchi en 2009

Le 14 janvier 2011, lui et le reste des WARRIORS effectuent un Heel Turn en attaquant Masato Yoshino, et unissent leurs forces avec le groupe sans nom de Naruki Doi. Le 18 janvier, le nouveau groupe est nommé Blood Warriors.
Le 3 mars, après que lui, Ryo Saito et Yasushi Kanda est remporté les vacants Open the Triangle Gate Championship en battant Don Fuji, Gamma et Masaaki Mochizuki, il se renomme lui-même Genki Horiguchi H.A.Gee.Mee!! et forme le groupe Jimmyz avec Jimmy KAGETORA, Jimmy Kanda, Ryo "Jimmy" Saito et Jimmy Susumu. Le 6 mai, lui, Ryo "Jimmy" Saito et Jimmy Kanda perdent les Open the Triangle Gate Championship contre World-1 International (Masato Yoshino, Naruki Doi et PAC). Le 19 mai, il bat Akira Tozawa en finale du King of Gate 2012 et remporte le tournoi. Le 29 septembre 2013, il bat Kzy en finale du Open the Brave Gate Championship Tournament (2013) et remporte le vacant Open the Brave Gate Championship pour la troisième fois. Le 16 mars 2014, il perd le titre contre Flamita.
Le 4 septembre 2016, lui, Ryo "Jimmy" Saito et Jimmy Kanda battent Monster Express (Akira Tozawa, Masato Yoshino et T-Hawk) et remportent les Open the Triangle Gate Championship pour la troisième fois.
Lors de Dangerous Gate 2017, Jimmyz est contraint de se dissoudre après avoir perdu un Ten-Man Elimination No Disqualification Loser Disbands Match contre VerserK (El Lindaman, Punch Tominaga, Shingo Takagi, T-Hawk et Takashi Yoshida), mais il leur reste une dernière tournée a effectué ensemble appelée la Farewell Jimmyz Gate.
Lors de Dead Or Alive 2018, lui, Kzy et Susumu Yokosuka battent MaxiMuM (Naruki Doi, Masato Yoshino et Jason Lee) et remportent les Open the Triangle Gate Championship. Le 22 juillet, ils conservent les titres contre ANTIAS (Masato Tanaka, Takashi Yoshida et Yasushi Kanda),. Lors de Final Gate 2018, ils perdent les titres contre R.E.D (Kazma Sakamoto, Takashi Yoshida et Yasushi Kanda),.

#### Toryumon (2019-2020)
Lors de Final Gate 2020, Toryumon est contraint de se dissoudre après avoir perdu un No Disqualification Losing Unit Disbands Match contre R.E.D (Eita, H.Y.O, HipHop Kikuta, Kaito Ishida et SB KENTo).

#### Retour de Natural Vibes (2020-...)
Le 13 janvier 2021, lui, Susumu Yokosuka et Kzy battent R.E.D (SB KENTo, Takashi Yoshida et Kazma Sakamoto) et remportent les Open the Triangle Gate Championship pour la deuxième fois,.

### Ring Of Honor (2006-2008)
Il fait ses débuts à la fédération lors de ROH Dragon Gate Challenge où lui et Dragon Kid perdent contre A.J. Styles et Matt Sydal. Lors de ROH Supercard Of Honor, lui, Dragon Kid, et Ryo Saito battent Blood Generation (CIMA, Masato Yoshino et Naruki Doi).
Lors de ROH Live In Osaka, lui et Jimmy Rave perdent contre The Briscoe Brothers (Jay Briscoe et Mark Briscoe) et ne remportent pas les ROH World Tag Team Championship.
Lors de ROH Dragon Gate Challenge II, il perd contre Austin Aries.

### Dragon Gate USA (2009-2012)
Lors de Open The Untouchable Gate 2009, lui et Ryo Saito perdent contre The Young Bucks (Matt Jackson et Nick Jackson).
Lors de Uprising 2012, lui et Ryo Saito perdent contre AR Fox et CIMA et ne remportent pas les Open The United Gate Championship.

## Palmarès
- Dragon Gate
  - 3 fois Open the Brave Gate Championship
  - 2 fois Open the Twin Gate Championship avec Ryo Saito
  - 12 fois Open the Triangle Gate Championship avec  Dragon Kid et Ryo Saito (3), CIMA et GAMMA (2), Jimmy Kanda et Ryo "Jimmy" Saito (3), Mr. Kyu Kyu Toyonaka Dolphin et Ryo "Jimmy" Saito (1), Jimmy Susumu et Ryo "Jimmy" Saito (1), Jimmy Kagetora et Jimmy Susumu (1), et Kzy et Susumu Yokosuka (1)
  - King of Gate (2012)
  - Open the Brave Gate Championship Tournament (2013)

- Kyushu Pro Wrestling
  - 1 fois Kyushu Pro Tag Team Championship avec Susumu Yokosuka (actuel)

- Toryumon Mexico
  - 2 fois NWA World Welterweight Championship
  - 1 fois UWA World Trios Championship avec Susumu Yokosuka et Ryo Saito
  - Young Dragons Cup (1998)[23]

## Récompenses des magazines
- Pro Wrestling Illustrated

| Année | 2002 | 2003 | 2004 à 2005 | 2006 | 2007 | 2008 à 2011 | 2012 | 2013 |
| ----- | ---- | ---- | ----------- | ---- | ---- | ----------- | ---- | ---- |
| Rang  | 245  | 328  | Non classé  | 104  | 189  | Non classé  | 133  | 218  |